# Film sulle dittature militari latino-americane del XX secolo
Elenco di film e documentari sulle dittature militari sudamericane del XX secolo.

## Argentina

### Film
- Tiempo de revancha, regia di Adolfo Aristarain (1981)
- Piccola sporca guerra (No habrá más penas ni olvido), regia di Héctor Olivera (1983)
- Cuarteles de invierno, regia di Lautaro Murúa (1984)
- En retirada, regia di Juan Carlos Desanzo (1984)
- Los chicos de la guerra, regia di Bebe Kamin (1984)
- La storia ufficiale (La historia oficial), regia di Luis Puenzo (1985)
- Darse cuenta, regia di Alejandro Doria (1984)
- Tangos - L'esilio di Gardel (Tangos. El exilio de Gardel), regia di Pino Solanas (1985)
- Hay unos tipos abajo, regia di Rafael Filipelli (1985)
- La notte delle matite spezzate (La noche de los lápices),regia di Héctor Olivera (1986)
- Juan, como si nada hubiera sucedido, regia di Carlos Echeverría (1987)
- Mirta, de Liniers a Estambul (Sentimientos), regia di Jorge Coscia e Guillermo Saura (1987)
- Sofía, regia di Alejandro Doria (1987)
- Sur, regia di Fernando Ezequiel Solanas (1988)
- La amiga, regia di Jeanine Meerapfel (1988)
- Verónico Cruz, regia di Miguel Pereira (1988)
- El ausente, regia di Rafael Filipelli (1989)
- La ciudad oculta, regia di Osvaldo Andéchaga (1989)
- 1977, casa tomada, regia di María Pilotti (1991)
- El lado oscuro, regia di Gonzalo Suárez (1991)
- A Wall of Silence, regia di Lita Stantic (1993)
- Buenos Aires viceversa, regia di Alejandro Agresti (1996)
- Cazadores de utopías, regia di David Blaustein (1996)
- La cara del ángel, regia di Pablo Torre (1998)
- Garage Olimpo, regia di Marco Bechis (1999)
- The Lost Steps, regia di Manane Rodríguez (2001)
- Assassination Tango, regia di Robert Duvall (2001)
- Ni vivo, ni muerto, regia di Víctor Jorge Ruiz (2001)
- Yo, Sor Alice, regia di Alberto Marquardt (2001)
- Kamchatka, regia di Marcelo Piñeyro (2002)
- Immagini - Imagining Argentina (Imaging Argentina), regia di Christopher Hampton (2002)
- Figli/Hijos, regia di Marco Bechis (2002)
- Ilusión de movimiento, regia di Héctor Molina (2003)
- El Nüremberg Argentino (Juicio a las juntas), regia di Miguel Rodríguez Arias e Carpo Cortés (2004)
- Captive, regia di Gastón Biraben (2005)
- Hermanas, regia di Julia Solomonoff (2005)
- Cronaca di una fuga - Buenos Aires 1977 (Crónica de una fuga), regia di Israel Adrián Caetano (2006)
- Madres, regia di Eduardo Félix Walger (2007)
- La loma - no todo es lo que aparenta, regia di Roberto Luis Garay (2007)
- Complici del silenzio, regia di Stefano Incerti (2009)
- Il segreto dei suoi occhi (El secreto de sus ojos), regia di Juan José Campanella (2009)
- Te extraño, regia di Fabián Hofman (2010)
- Das Lied in mir, regia di Florian Cossen (2010)
- Adopción, regia di David Lipszyc (2010)
- La mirada invisible, regia di Diego Lerman (2010)
- Matar a Videla, regia di Nicolas Capelli (2010)
- Infanzia clandestina (Infancia clandestina), regia di Benjamín Ávila (2011)
- El premio, regia di Paula Markovitch (2011)
- Il clan (El Clan), regia di Pablo Trapero (2015)
- Tango per la libertà, regia di Alberto Negrin - serie TV (2016)
- Capitano Kóblic regia di Sebastián Borensztein (2016)
- Rojo, regia di Benjamín Naishtat (2018)
- Argentina, 1985, regia di Santiago Mitre (2022)
- Il rapimento (El rapto), regia di Daniela Goggi (2023)

### Documentari
- Las madres de la Plaza de Mayo, regia di Susana Blaustein Muñoz e Lourdes Portillo (1985)
- La República perdida II, regia di Miguel Pérez (1986)
- Montoneros, una historia, regia di Andrés di Tella (1994)
- 1977, casa tomada, regia di María Pilotti (1997)
- Por esos ojos, regia di Gonzalo Arijón e Virginia Martínez (1997)
- H. G. O., regia di Víctor Bailo e Daniel Stefanello (1999)
- The Blonds, regia di Albertina Carri (2003)
- Yo, Sor Alice, regia di Alberto Marquardt (2000)
- Botín de Guerra, regia di David Blaustein (2000)
- (H) Historias cotidianas, regia di Andrés Habegger (2000)
- Memoria del saqueo, regia di Pino Solanas (2004)
- Flores de septiembre, regia di Pablo Osores, Roberto Testa e Nicolás Wainzelbaum (2003)
- Nietos: identidad y memoria, regia di Benjamín Ávila (2004)
- Papá Iván, regia di María Inés Roqué (2004)
- Historias de aparecidos, regia di Pablo Torello (2005)
- Mundial 78. Verdad o mentira, regia di Christian Remoli (2008)
- Argentine, les 500 bébés volés de la dictature, regia di Alexandre Valenti (2013)

## Brasile

### Film
- Terra in trance (Terra em transe), regia di Glauber Rocha (1967)
- A Opinião Pública, regia di Arnaldo Jabor (1967)
- The Brave Warrior, regia di Gustavo Dahl (1968)
- Fênix, regia di Silvio Da-Rin - cortometraggio (1980)
- Non portano lo smoking (Eles não usam black tie), regia di Leon Hirszman (1981)
- Pra Frente, Brasil, regia di Roberto Farias (1982)
- A Freira e a Tortura, regia di Ozualdo Ribeiro Candeias (1983)
- Sargento Getúlio, regia di Hermanno Penna (1983)
- Nunca Fomos tão Felizes, regia di Murilo Salles (1984)
- Em Nome da Segurança Nacional, regia di Renato Tapajós (1984)
- Il bacio della donna ragno (Kiss of the Spider Woman ), regia di Manuel Puig (1985)
- Feliz Ano Velho, regia di Roberto Gervitz (1985)
- Il dittatore del Parador in arte Jack (Moon Over Parador), regia di Paul Mazursky (1988)
- Que Bom Te Ver Viva, regia di Lúcia Murat (1989)
- Lamarca, regia di Sérgio Rezende (1994)
- 4 giorni a settembre (O Que É Isso, Companheiro?), regia di Bruno Barreto (1997)
- Ação entre Amigos, regia di Beto Brant (1998)
- Dois Córregos - Verdades Submersas no Tempo, regia di Carlos Reichenbach (1999)
- Cabra-Cega, regia di Toni Venturi (2004)
- Araguaya - A Conspiração do Silêncio, regia di Ronaldo Duque (2004)
- Almost Brothers, regia di Lúcia Murat (2004)
- 1972, regia di José Emílio Rondeau (2006)
- Zuzu Angel, regia di Sérgio Rezende (2006)
- L'anno in cui i miei genitori andarono in vacanza (O ano em que meus pais saíram de férias), regia di Cao Hamburger (2006)
- Batismo de sangue, regia di Helvècio Ratton (2006)
- Sonhos e desejos, regia di Marcelo Santiago (2006)
- Em Teu Nome, regia di Paulo Nascimento (2009)
- Peacetime, regia di Daniel Filho (2009)
- Topografia de um Desnudo, regia di Teresa Aguiar (2009)
- Lula, The Son of Brasil, regia di Fábio Barreto (2010)
- Hoje, regia di Tata Amaral (2011)
- Avanti Popolo, regia di Michael Wahrmann (2012)
- A Memória que Me Contam, regia di Lúcia Murat (2012)
- Rio 2096 - Una storia d'amore e furia (Uma história de amor e fúria), regia di Luiz Bolognesi - animazione (2013)
- Tatuagem, regia di Hilton Lacerda (2013)
- Getúlio, regia di João Jardim (2014)
- Marighella, regia di Wagner Moura (2019)
- I'm Still Here, regia di Walter Salles (2024)

### Documentari
- Brazil, a Report on Torture, regia di Haskell Wexler (1971)
- Jango, regia di Sílvio Tendler (1984)
- Twenty Years Later, regia di Eduardo Coutinho (1985)
- Beyond Citizen Kane, regia di Simon Hartog (1993)
- Tempo de Resistência, regia di Andre Ristum (2003)
- Cidadão Boilesen, regia di Chaim Litewski (2009)
- Uma Longa Viagem, regia di Lúcia Murat (2011)
- Os Dias Com Ele, regia di Maria Clara Escobar (2013)
- O Dia que Durou 21 Anos, regia di Camilo Tavares (2013)
- Em Busca de Iara, regia di Flavio Frederico (2013)
- Hércules 56, regia di Sílvio Da-Rin (2006)

## Cile

### Film
- Codice 215: Valparaiso non risponde (Il pleut sur Santiago), regia di Helvio Soto (1976)
- Noch nad Chili, regia di Sebastián Alarcón (1977)
- El zapato chino, regia di Cristian Sánchez (1980)
- Missing - Scomparso (Missing), regia di Costa-Gavras (1982)
- Ardiente paciencia, regia di Antonio Skármeta (1983)
- A Cor do seu Destino, regia di Jorge Durán e Tereza Gonzalez (1987)
- Sweet Country, regia di Michael Cacoyannis (1987)
- En nombre de Dios, regia di Patricio Guzmán (1987)
- Imagen latente, regia di Pablo Perelman (1987)
- Consuelo, regia di Luis R. Vera (1988)
- Sussi, regia di Gonzalo Justiniano (1988)
- La casa degli spiriti (The House of the Spirits), regia di Bille August (1993)
- Il postino, regia di Michael Radford (1994)
- D'amore e ombra (Of Love and Shadows), regia di Betty Kaplan (1994)
- Amnesia, regia di Gonzalo Justiniano (1994)
- La morte e la fanciulla (Death and the Maiden), regia di Roman Polanski (1994)
- Los náufragos, regia di Miguel Littín (1994)
- Waking the Dead, regia di Keith Gordon (2000)
- Salvador Allende, regia di Patricio Guzmán (2004)
- Mi mejor enemigo, regia di Alex Bowen (2005)
- Machuca, regia di Andrés Wood (2004)
- The Black Pimpernel, El clavel negro, regia di Ulf Hultberg (2007)
- Tony Manero, regia di Pablo Larraín (2008)
- Isola 10, regia di Miguel Littín (2009)
- Post Mortem, regia di Pablo Larraín (2010)
- Nostalgia della luce, regia di Patricio Guzmán (2010)
- No - I giorni dell'arcobaleno (No), regia di Pablo Larraín (2012)
- La pasión de Michelangelo, regia di Esteban Larraín (2013)
- Carne de perro, regia di Fernando Guzzoni (2013)
- Colonia, regia di Florian Gallenberger (2015)
- Araña, regia di Andrés Wood (2019)

### Documentari
- La Battaglia del Cile: L'insurrezione della borghesia (La batalla de Chile: La lucha de un pueblo sin armas - Primera parte: La insurreción de la burguesía), regia di Patricio Guzmán (1975)
- La Battaglia del Cile: Il colpo di stato (La batalla de Chile: La lucha de un pueblo sin armas - Segunda parte: El golpe de estado), regia di Patricio Guzmán (1977)
- La Battaglia del Cile: Il potere popolare (La batalla de Chile: La lucha de un pueblo sin armas - Tercera parte: El poder popular), regia di Patricio Guzmán (1979)
- Acta General de Chile, regia di Miguel Littín (1986)
- Chile: La memoria obstinada, regia di Patricio Guzmán (1997)
- El caso Pinochet, regia di Patricio Guzmán (2001)
- La ciudad de los fotógrafos, regia di Sebastián Moreno (2006)
- Calle Santa Fe, regia di Carmen Castillo (2007)
- El diario de Agustín, regia di Ignacio Agüero (2008)
- El edificio de los chilenos, regia di Macarena Aguiló (2010)
- Mi vida con Carlos, regia di Germán Berger (2010)
- Nostalgia della luce (Nostalgia de la luz), regia di Patricio Guzmán (2010)
- La muerte de Pinochet, regia di Bettina Perut e Iván Osnovikoff (2011)
- Santiago, Italia, regia di Nanni Moretti (2018)

## El Salvador
- Salvador, regia di Oliver Stone (1986)
- Romero, regia di John Duigan (1989)
- I figli della guerra (Innocent Voices), regia di Luis Mandoki (2004)
- El lugar más pequeño, regia di Tatiana Huezo Sánchez (2011)

## Guatemala
- El Norte, regia di Gregory Nava (1983)
- Professione giustiziere (The Evil That Men Do), regia di J. Lee Thompson (1984)
- La Llorona, regia di Jayro Bustamante (2019)

## Messico
- Roma, regia di Alfonso Cuarón (2018)

## Nicaragua
- Alsino e il condor, regia di Miguel Littín (1982)
- Sotto tiro (Under Fire), regia di Roger Spottiswoode (1983)
- Last Plane Out, regia di David Nelson (1983)

## Paraguay
- Un uomo in guerra (One Man's War), regia di Sérgio Toledo - film TV (1991)
- Killing the Dead, regia di Hugo Giménez (2019)

## Repubblica Dominicana

### Film
- La silla, regia di Franklin Dominguez (1963)
- In the Time of the Butterflies, regia di Mariano Barroso - film TV (2001)
- La fiesta del Chivo, regia di Luis Llosa (2005)
- Trópico de Sangre, regia di Juan Delancer (2010)

### Documentari
- Trujillo: El poder del jefe I, regia di René Fortunato (1991)
- Trujillo: El poder del jefe II, regia di René Fortunato (1994)
- Trujillo: El poder del jefe III, regia di René Fortunato (1996)

## Uruguay
- L'Amerikano (État de siège), regia di Costa-Gavras (1972)
- Paisito, regia di Ana Díez (2008)
- Polvo nuestro que estás en los cielos (Masangeles), regia di Beatriz Flores Silva (2008)
- Mundialito, regia di Sebastián Bednadrik e Andrés Varela (2010)
- Zanahoria, regia di Enrique Buchichio (2014)
- Migas de pan, regia di Manane Rodríguez (2016)
- Una notte di 12 anni, regia di Álvaro Brechner (2018)
- Así habló el cambista, regia di Federico Veiroj (2019)
- El año de la furia, regia di Rafa Russo (2020)

## Operazione Condor
- Down Came a Blackbird, regia di Jonathan Sanger - film TV (1995)
- Escadrons de la mort, l'école française, regia di Marie-Monique Robin - documentario TV (2003)
- Condor, regia di Roberto Mader - documentario (2007)